# Strahler 70
Strahler 70 (später auch Strahler 75) war eine Marke in Westdeutschland in den 1970er- und 1980er-Jahren für eine bekannte Zahnpasta, die dann als Strahler 80 Strahler 90 weitergeführt wurde.
Produziert wurde die Zahnpasta von der Firma Blendax, heute Procter & Gamble. Bekannt wurde das Produkt durch die von Christian Bruhn komponierte Werbemelodie „Strahlerküsse schmecken besser, Strahlerküsse schmecken gut“.